# Cola de mono (canción)
«Cola de mono» es una canción compuesta por el músico argentino Luis Alberto Spinetta e interpretada por la banda Spinetta Jade, que integra el álbum Bajo Belgrano de 1983, tercer álbum de la banda, ubicado en la posición nº 69 de la lista de los 100 mejores discos del rock argentino por la revista Rolling Stone.
En este álbum Spinetta Jade formaba con Spinetta (voz y guitarra), Leo Sujatovich (teclados), Pomo Lorenzo (batería) y César Franov (bajo).

## La canción

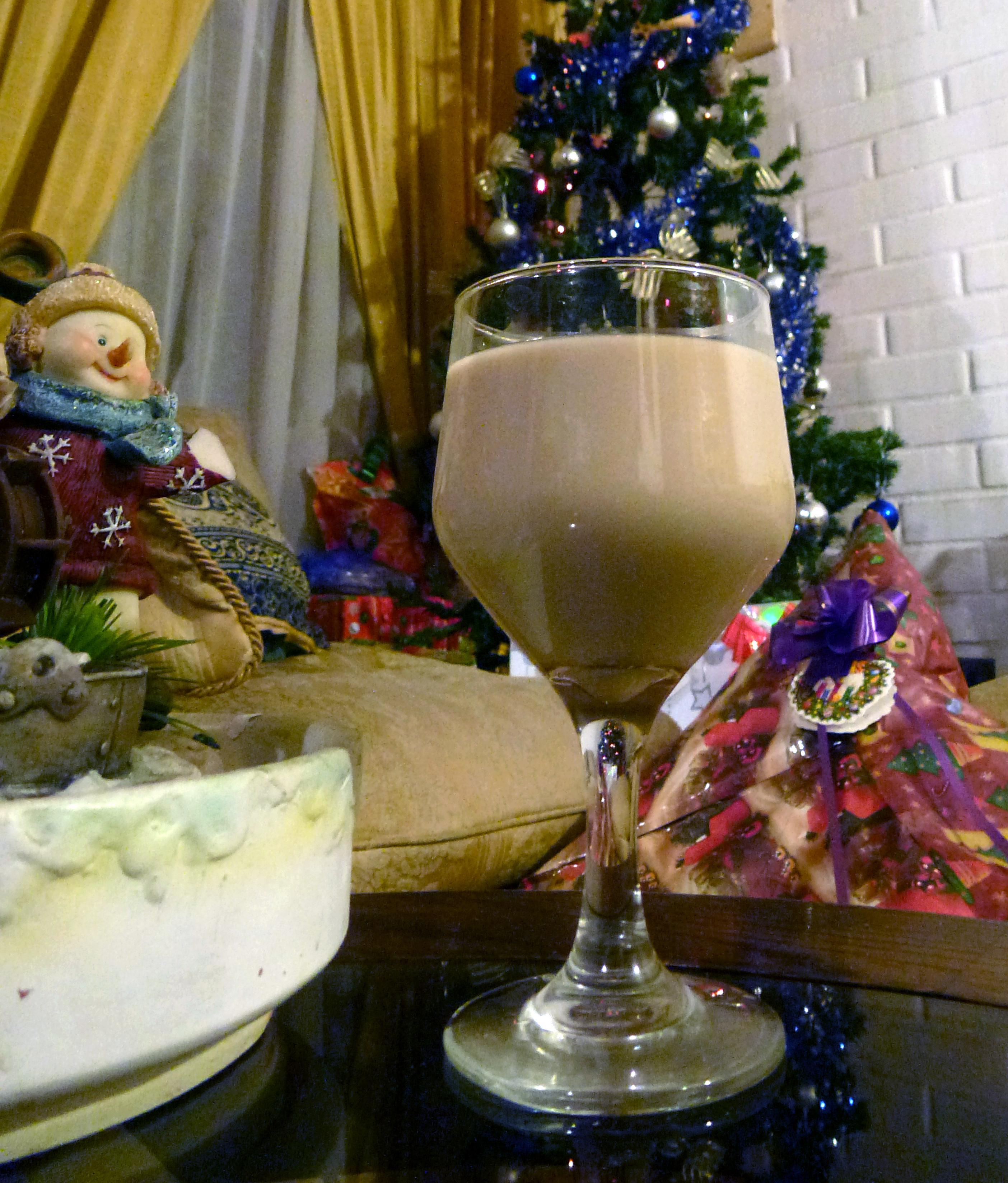
Una copa de cola de mono, coctel chileno relacionado con el tema de Spinetta.

"Cola de mono" es el noveno track (cuarto del Lado B del disco de vinilo original). Se trata de una canción rápida en ritmo de twist. El tema se relaciona con el coctel cola de mono, de origen chileno, en una letra en que el músico le habla a una mujer:

Tu cola de mono está muy agridulce,...

ya no me parece tan genial tu cocktail...

Spinetta era un aficionado a la gastronomía, y ya había compuesto una canción sobre una bebida característica del Perú, "Jugo de lúcuma", en el álbum Invisible, de 1974.
Spinetta encuentra en el tema una significación "dolménica" y "fálica": "algo de mi virilidad está puesto en esta terminología".